# Solanum elachophyllum
Solanum elachophyllum är en potatisväxtart som beskrevs av Ferdinand von Mueller. Solanum elachophyllum ingår i släktet skattor som ingår i familjen potatisväxter. Inga underarter finns listade i Catalogue of Life.